# Bosc Estatal del Baix Aglí
El Bosc Estatal del Baix Aglí (en francès, oficialment, Forêt Domaniale du Bas-Agly) és un bosc de domini públic del terme comunal de Vingrau, a la comarca del Rosselló, de la Catalunya del Nord.
El bosc, molt extens, ocupa aproximadament 13,26 km². Està situat tot a l'entorn del poble de Vingrau, repartit en, almenys, deu sectors diferents, entre el poble i el límit amb Occitània, al nord-oest, entre el poble i els termes d'Òpol i Perellós, al nord-est, entre el poble i el de Salses, a l'est, i entre el poble i el de Talteüll, al sud.
El bosc està sotmès a una explotació gestionada per l'Office National des Forêts, ja que procedeix d'antigues propietats reials, i té l'identificador F16296T.